# 胸甲骑兵
胸甲骑兵（Cuirassier）是装备了胸甲、马刀和火器的骑兵，最早出现在15世纪后期的欧洲。这一兵种继承了中世纪重骑兵在战场上的地位，主要活跃在16世纪中期至20世纪初的欧洲战场上。

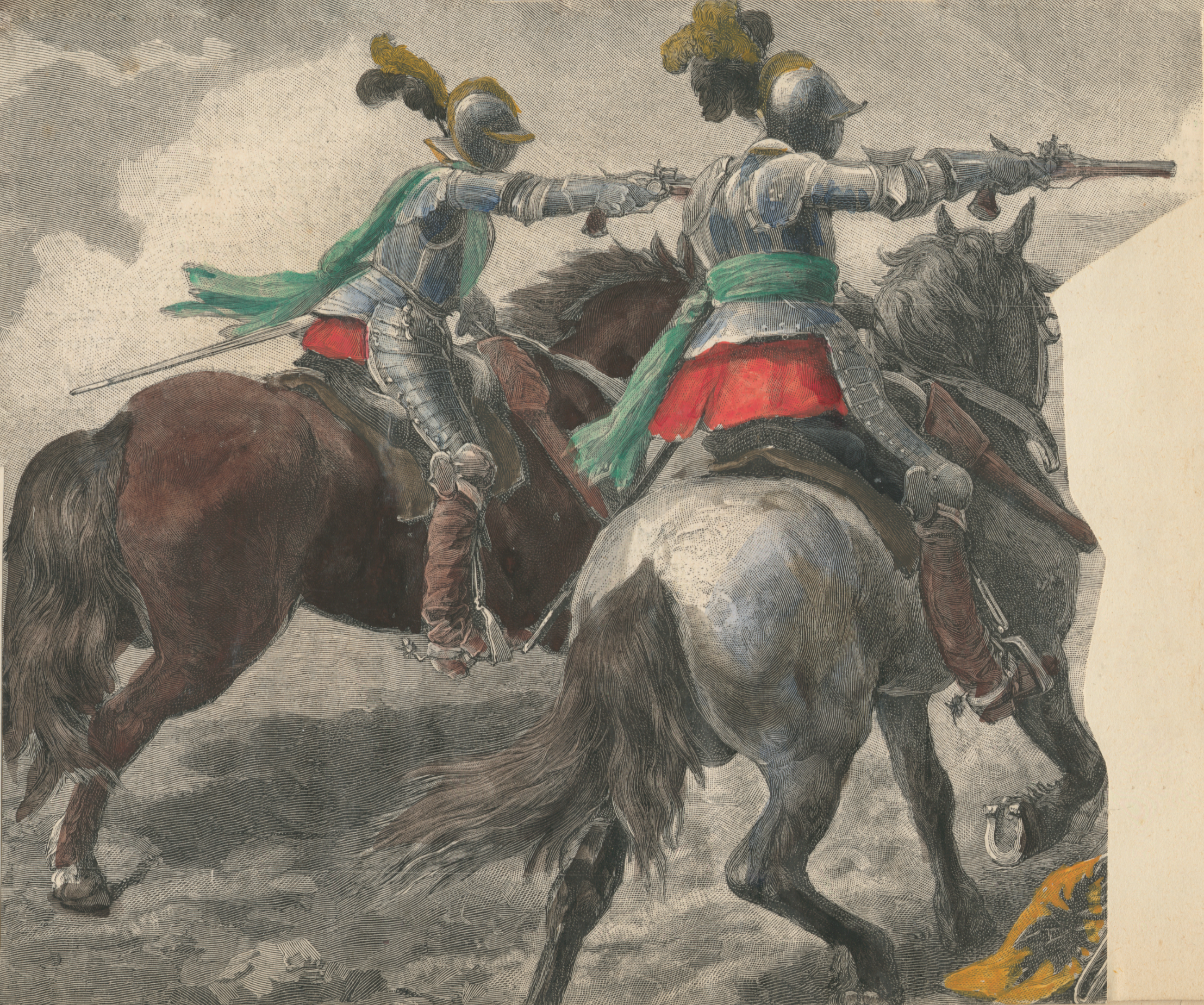
早期的胸甲骑兵正在射击

## 早期的胸甲骑兵（16-17世纪）
最初的胸甲骑兵与中世纪后期全副武装的重骑兵非常相像。他们佩戴全罩头盔以保护整个头部，穿着重型铠甲保护整个颈部和上半身、腿部和膝盖的前侧。胸甲骑兵与重骑兵最显著的不同是他们不再使用长枪或战锤，而是使用轻便火枪和马刀作为武器，另外他们为了方便装填弹药不再穿戴笨重的护手，并且也不再使用保护马匹的铠甲。
16世纪中后期随着步兵长矛的广泛使用和火器的兴起，骑兵长枪逐步退出了历史舞台，取代枪骑兵地位的胸甲骑兵从此时开始成为了一个独立的兵种。他们在战斗中主要采用半回旋式战术，即“冲锋—射击—回转—装填—再冲锋”，如此不断循环。随着步兵火器技术的提升，尤其是前装滑膛枪的出现，使重型盔甲对骑兵的保护作用被大大的削弱了。到17世纪中叶，全身铠甲已经逐渐过时，胸甲骑兵放弃了对躯干部分和腿部的严密防护，开始转而穿着较为轻便的胸甲（法语：cuirasse），Cuirassier这一名称即由此时开始出现。

## 后期的胸甲骑兵（18-20世纪）

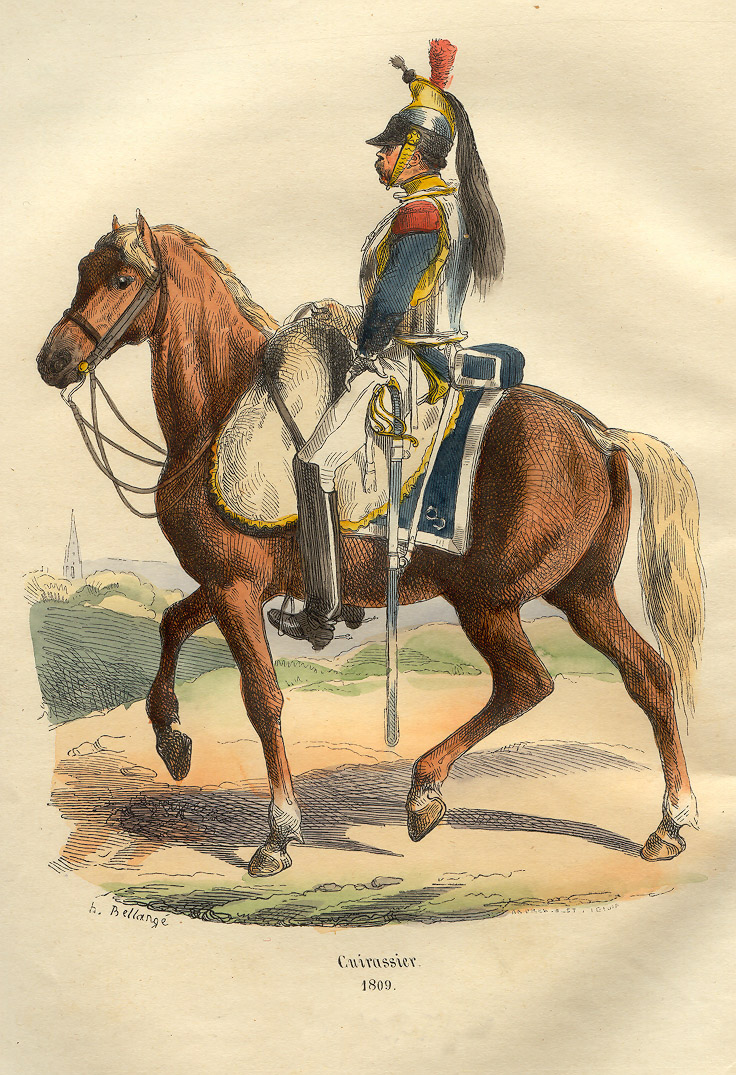
1809年法国胸甲骑兵

胸甲骑兵穿着的盔甲随着时代的演变逐渐减少，到18世纪末叶，胸甲骑兵的装甲已经仅限于一顶头盔，只有法国、奥地利、普鲁士和俄罗斯的胸甲骑兵仍然穿着胸甲。在近代燧发枪面前，胸甲已经很难为骑兵提供有效的防护作用。除了增强冲锋时的动量外，胸甲在这一时期所能发挥的作用已经主要是心理上的：一方面增强骑兵进攻的信心，一方面对敌人产生震慑作用。此外，在骑兵对骑兵的战斗中，胸甲虽然不能防弹，但对敌方骑兵的马刀尚有一定的防护作用。

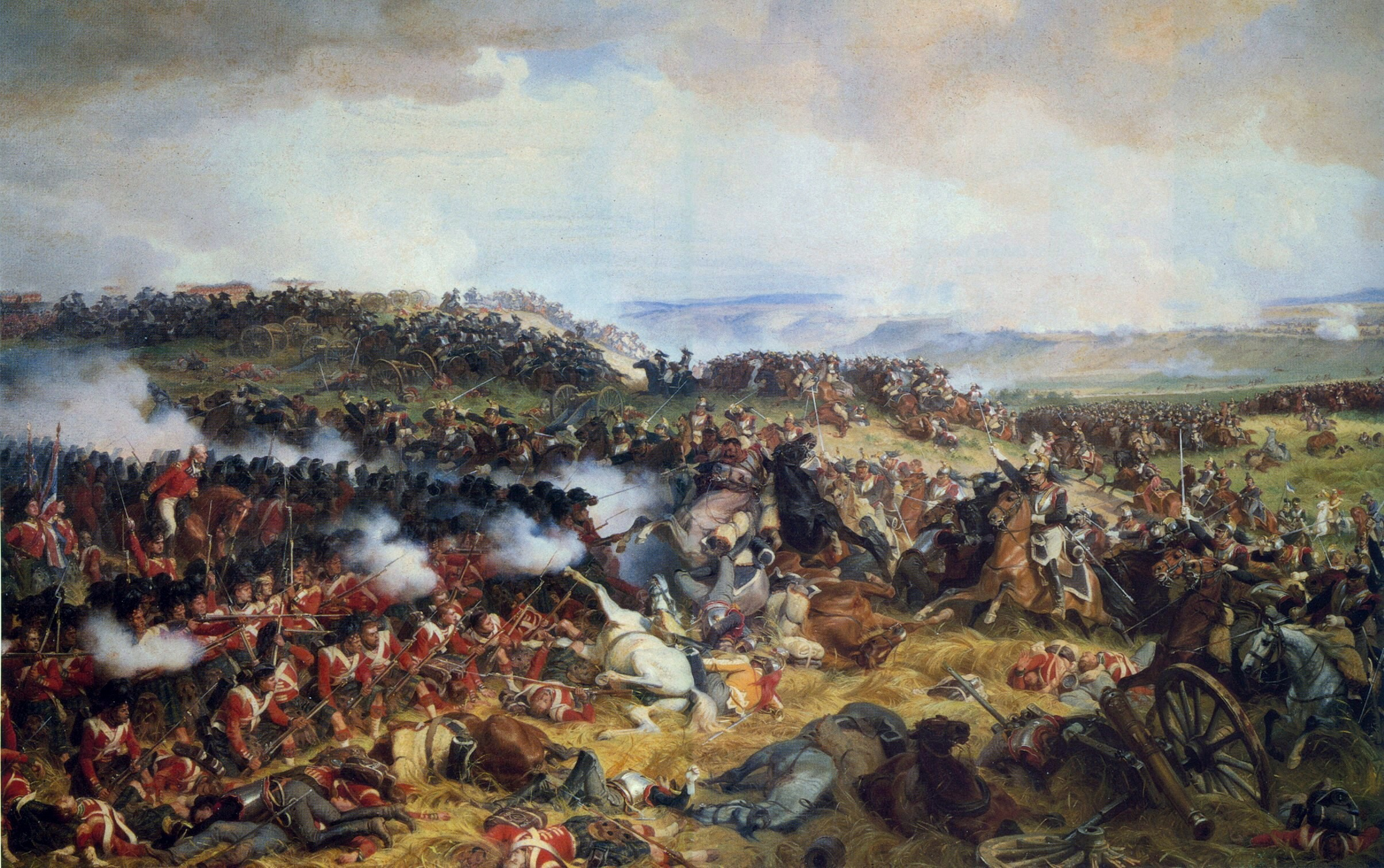
滑铁卢战役中法国胸甲骑兵的冲锋

胸甲骑兵在腓特烈大帝和拿破仑的军队中都扮演过非常重要的角色。其中后者是胸甲骑兵的绝对热衷者。在拿破仑统治期间，法军的胸甲骑兵团扩充到十四个之多。由于胸甲的作用越发受到质疑，普鲁士和英国在拿破仑战争之前都已经不再给自己的骑兵部队配备胸甲。但拿破仑依然坚信胸甲骑兵在战场上的震慑作用。在华格姆战役之后，他甚至给法军的两个骑枪骑兵团也装备了胸甲。
进入19世纪以后，步兵成为了战场上的主导力量。骑兵则主要担负侦察和袭扰的任务，轻骑兵因而逐渐成为了主流。花费昂贵、缺乏灵活性的胸甲骑兵不再受到重视，在大多数国家都逐渐演变为卫队性质的部队。只有法国和普鲁士依然将胸甲骑兵运用于实战。
1914年第一次世界大战爆发前夕，法国共拥有12个胸甲骑兵团，德国10个（其中2个为卫队性质），俄国3个（均为皇家卫队）。德国和俄国胸甲骑兵从19世纪末开始已经仅把胸甲作为和平时期的阅兵服装。英国在拿破仑战争之后也给三个王室骑兵卫队装备了胸甲。但只有法国在一战开始后还将穿着胸甲的胸甲骑兵部队投入实战中。由于过于醒目且碍事，大部分法国骑兵团在战争爆发几个星期后就不再穿戴胸甲作战了，但是直到1915年10月，穿胸甲作战的命令才正式撤销。

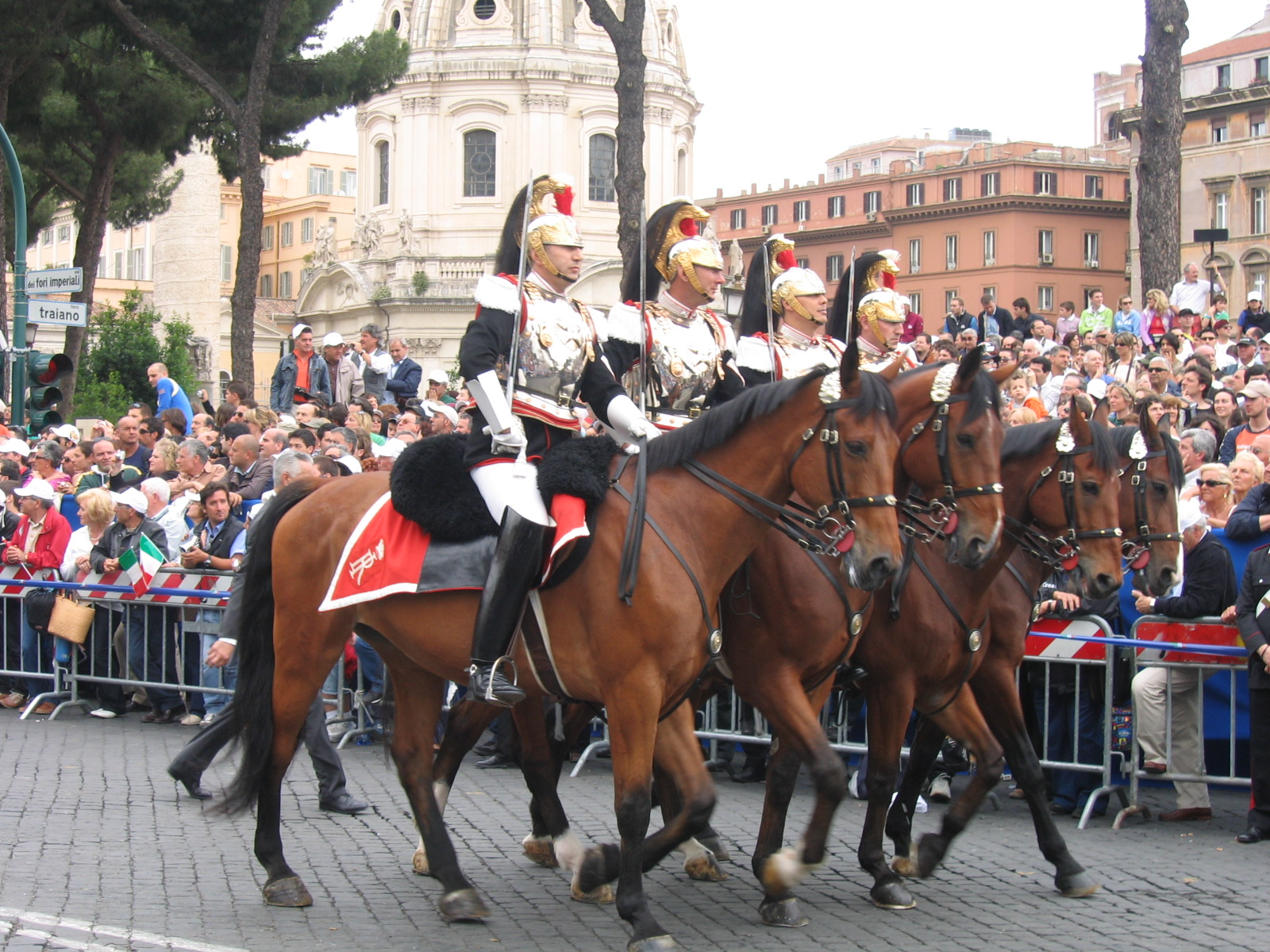
意大利共和国总统卫队

俄国和德国的胸甲骑兵随着皇室被推翻而消失（俄国于1917年2月，德国于1918年11月）。法国胸甲骑兵在一战结束后被裁减，只有六个在战争中功勋最卓著的团得以保留。但是具有讽刺意味的是，其中的五个团是在放弃了骑马，以步兵形式参与堑壕战而获得战功的。最后幸存下来的胸甲骑兵团在1930年代成为法军第一批机械化部队。时至今日仍有两个已经完全装甲化的胸甲骑兵团在法国陆军中服役，分别是第1-11胸甲骑兵团和第6-12胸甲骑兵团。
现今仍有一些骑兵部队使用胸甲作为他们在正式场合阅兵时的穿着，虽然这些部队大部分都并不再使用“胸甲骑兵”这一名称。这些部队包括英国王室骑兵卫队、西班牙王室卫队和意大利共和国总统卫队等。